# Armée de la république serbe de Bosnie
L’Armée de la république serbe de Bosnie (en serbe : Vojska Republike Srpske, en serbe en écriture cyrillique : Војска Републике Српске, abrégée en « VRS ») était une dépendance de l'Armée de Yougoslavie (Војска Југославије, abrégée en « VJ ») créée le 12 mai 1992 sous la direction du général Ratko Mladić par une « Assemblée serbe de Bosnie » à l'instigation de Slobodan Milošević pour soutenir la République serbe.
Elle était constituée de recrues serbes de Bosnie-Herzégovine, des officiers de l’Armée populaire yougoslave (JNA) originaires de Bosnie-Herzégovine, équipés du matériel militaire illégalement soustrait à la Défense territoriale (TO) de Bosnie-Herzégovine ainsi qu'à la JNA, notamment retiré de Croatie à la suite du plan Vance de janvier 1992.
Comme l'ont montré entre autres les documents qui ont servi à l'inculpation du général Momčilo Perišić par le tribunal pénal international pour l'ex-Yougoslavie (TPIY), c'est la direction du personnel de VJ qui payait les soldes de la « VRS », et prenait les décisions d'affectation et d'avancement les concernant.
La VRS a officiellement disparu en application des accords de Dayton et Paris signés en décembre 1995 mais la VJ n'a cessé de payer les soldes des « anciens » officiers de la VRS qu'à l'été 2001, à la suite des pressions internationales sur le président de la république fédérale de Yougoslavie, Vojislav Koštunica.